# August Beule

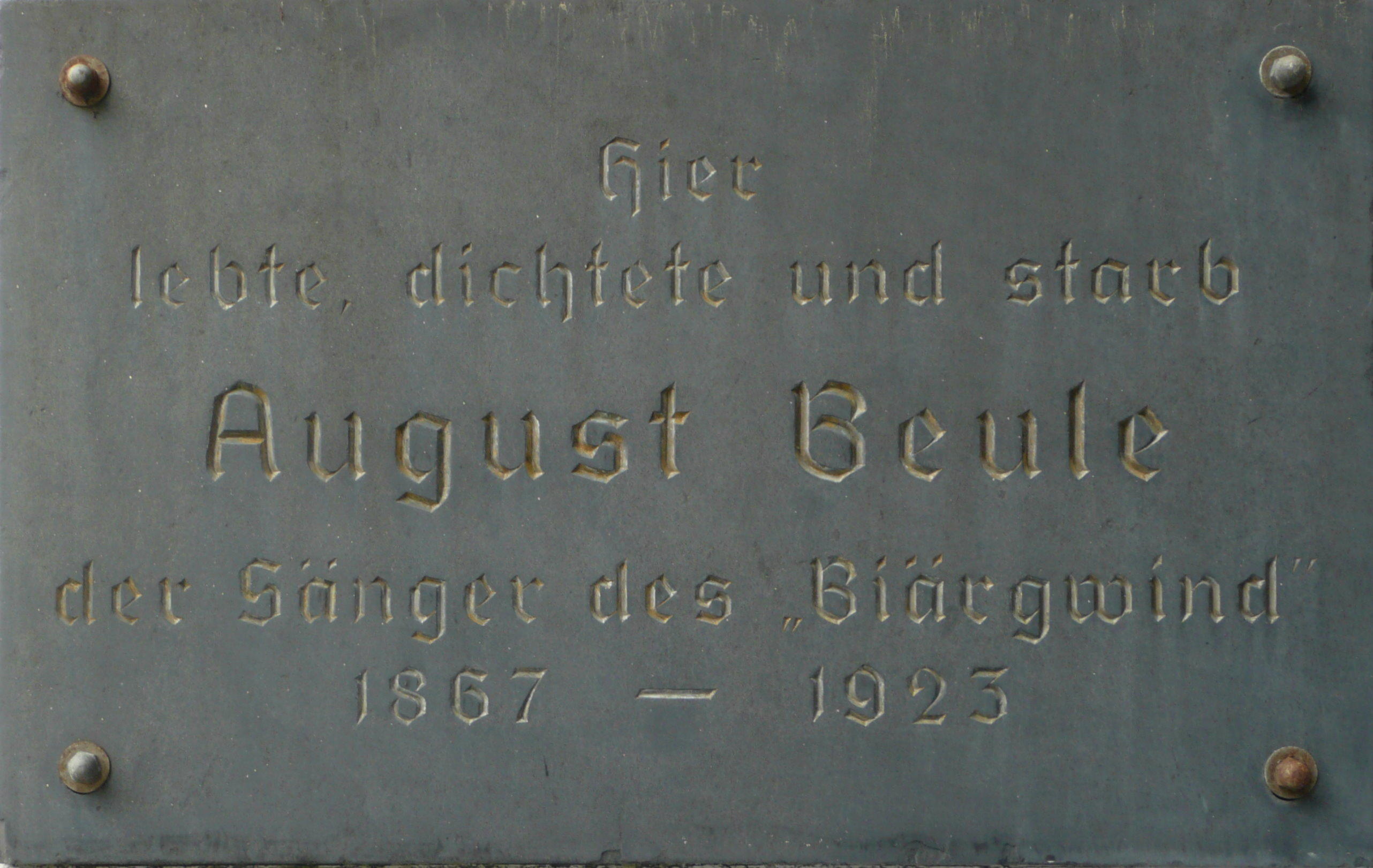
Tafel in Ramsbeck zur Erinnerung an August Beule

August Beule (* 27. November 1867 in Elpe; † 24. Dezember 1923 in Ramsbeck) war ein deutscher Poet und Schuhmachermeister.

## Leben und Wirken
Beule entstammte einer alten Bauernfamilie, die seit Generationen im Sauerland beheimatet war, und wuchs als drittältester Sohn unter zwölf Geschwistern auf. Seine Eltern besaßen neben dem kleinen Bauernhof einen Lebensmittelladen.
August Beule erlernte nach dem Besuch der Volksschule das Schuhmacherhandwerk.
Nach den Lehr- und Wanderjahren ließ er sich in Ramsbeck nieder. Er heiratete Theresia Kreutzmann aus Berlar. Beule war nicht nur Poet, sondern auch aktiver Förderer des dörflichen Gemeinschaftslebens. Er galt als Wegbereiter sauerländischer Dorfabende in den 1920er Jahren. Seine meisterhaft vorgetragenen Mundartgeschichten und Gedichte begeisterten die Zuhörer. Befreundet war er mit Jost Hennecke und Franz Hoffmeister.

## Ehrungen
Die August-Beule-Straße in Ramsbeck ist nach ihm benannt. Eine Tafel erinnert an sein Wirken in Ramsbeck.

## Werke
- Biärgwind, Gedichte un Geschichten iut dem Suerlanne. Bigge 1922, erweiterte Neuauflage 1982
- Twiärgkünink in diusend Knällen. Märchenspiel
- Dai einsame Schäper. Erzählung